# Adgandestrio
Adgandestrio (in latino Adgandestrius; I secolo) fu un capo dell'antica tribù germanica dei Catti.

## Biografia
Si offrì di uccidere Arminio se i Romani gli avessero fornito il veleno necessario, ma Tiberio declinò l'offerta.